# Evangelische Kirche Affoldern

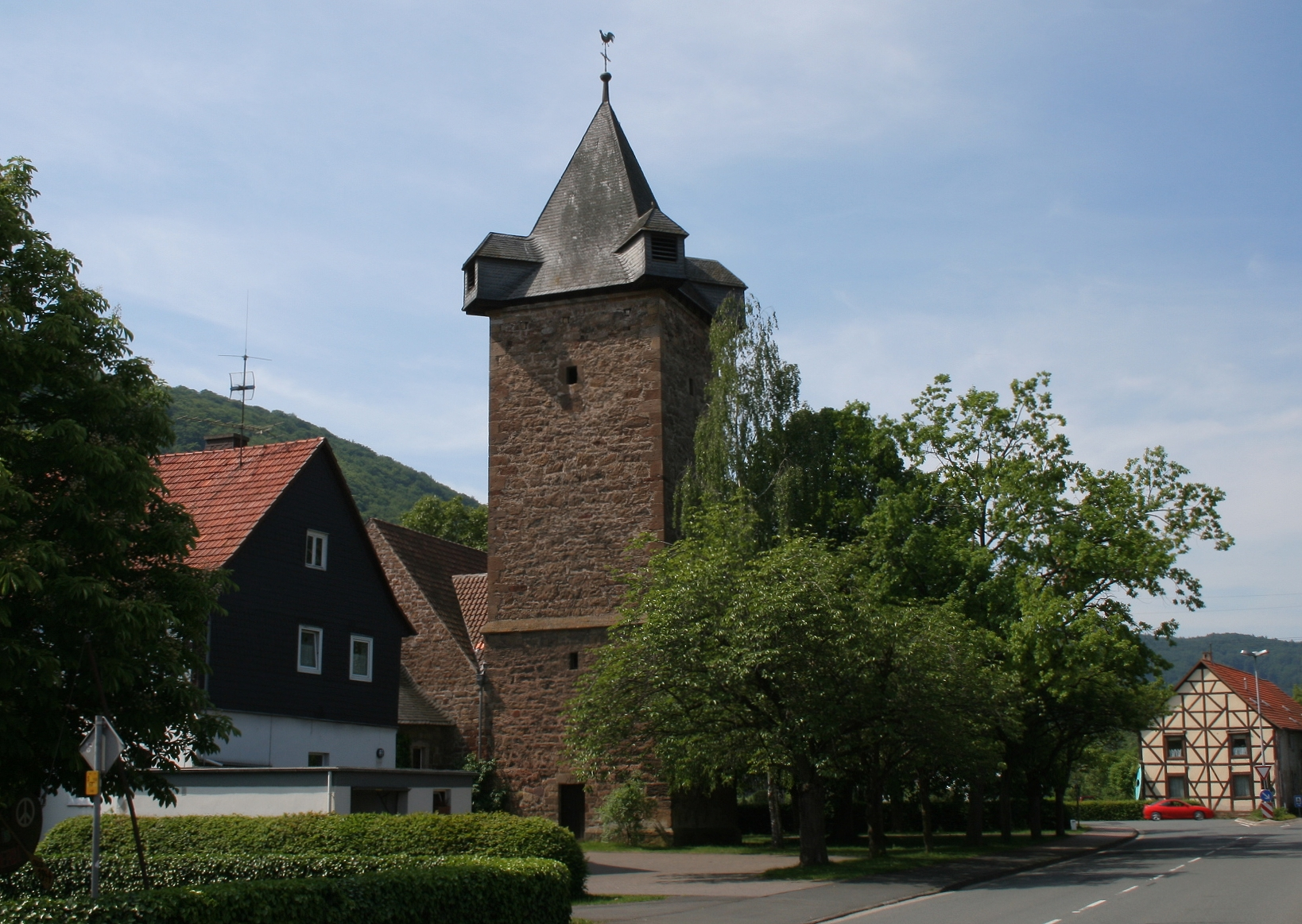
Evangelische Kirche Affoldern

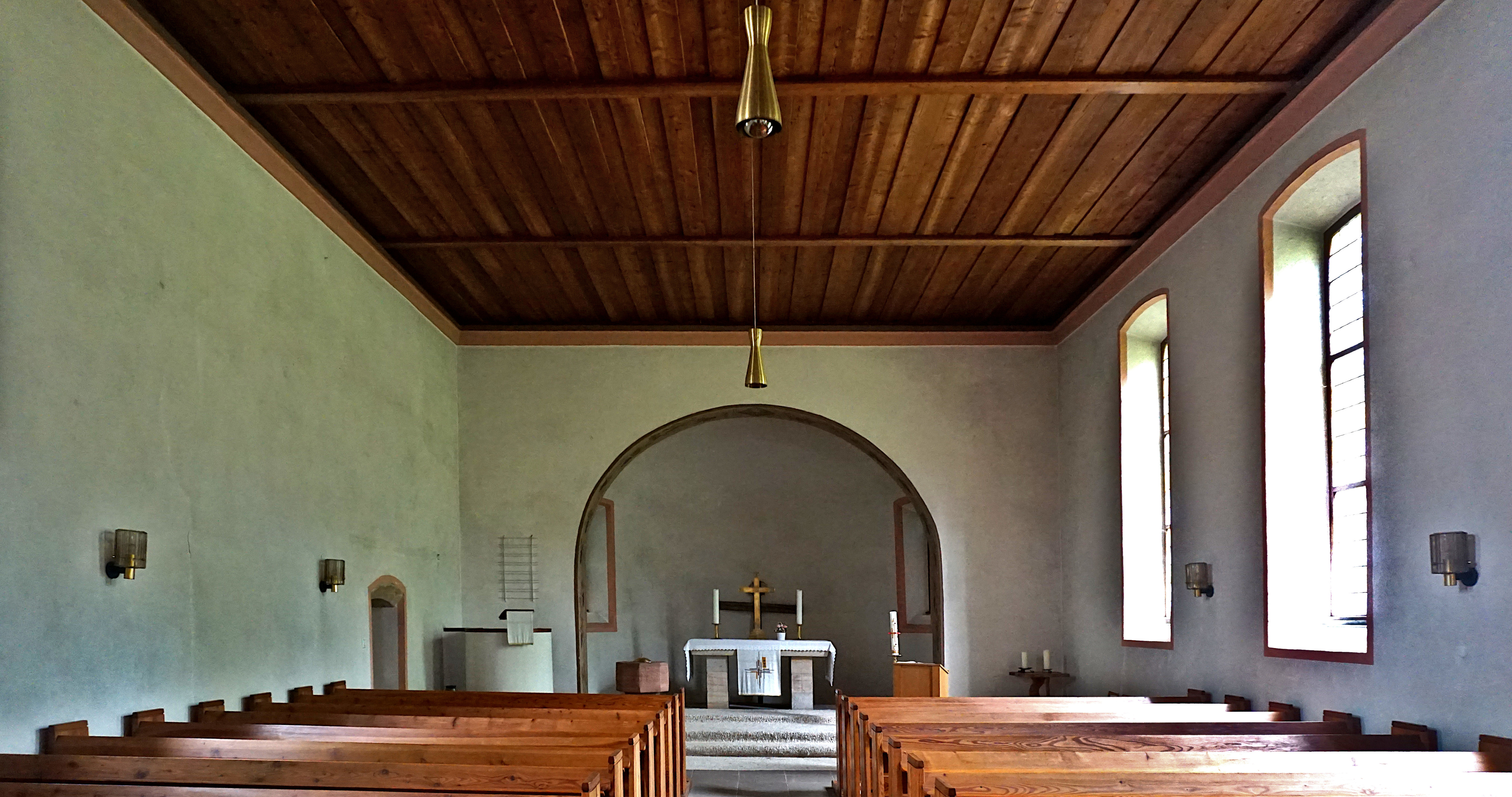
Innenraum der Kirche in Affoldern

Die Evangelische Kirche Affoldern ist ein Kirchengebäude in Affoldern, einem Ortsteil der Gemeinde Edertal, im Landkreis Waldeck-Frankenberg (Hessen). Die Kirchengemeinde gehört zum Kirchenkreis Eder im Sprengel Marburg der Evangelischen Kirche von Kurhessen-Waldeck.

## Geschichte und Architektur
Der aus Bruchstein gemauerte Turm ist Teil einer ehemaligen gotischen Wehranlage aus der Zeit um 1300. Sein 1761 aufgesetzter Pyramidenhelm mit vier Wichhäuschen wurde 1945 im Zweiten Weltkrieg zerstört und 1953 erneuert. Der gotische Chor und das von 1754 bis 1759 von dem späteren waldeckischen Baudirektor, dem Ingenieur-Leutnant Johann Matthias Kitz, erbaute Schiff wurden bei der Edersee-Katastrophe im Jahr 1943 zerstört. Der rote Bruchstein stammte von dem abgebrochenen Johanniterhospital in Nieder-Wildungen. Der Innenraum war ein rechteckiger, barocker Saal mit Eingängen an der Nord- und Westseite. Die Wände waren durch drei rundbogige Fenster auf der Süd- und einem auf der Nordseite gegliedert. Über den Nord- und Westeingängen befand sich jeweils ein langrundes Fenster. Die Decke im Innenraum war muldengewölbt. Das Gewölbe war wie die Wände verputzt und bemalt. An der Nord- und Westseite waren Emporen eingebaut. Der Kirchturm war über die nördliche Empore begehbar, auf der nördlichen Empore stand die Orgel. Der gotische Chor stammte möglicherweise auch aus der Zeit um 1300, seine Wände waren durch vier kleine, spitzbogige Fenster gegliedert, die den Raum nur spärlich belichteten. Die Kombination aus barockem Schiff und gotischem Chor war in der Waldeckschen Gegend wohl einmalig. Nach der Zerstörung bei der Wasserkatastrophe wurden die Ruinen abgebrochen. Die amerikanischen Soldaten schossen bei der Besetzung des Ortes am 30. März 1945 den Turmhelm in Brand. Bei dieser Aktion schmolz die Glocke von 1411 und stürzte herab. Die Ruinen wurden abgebrochen.
Grundsteinlegung für die neue Kirche war am 4. August 1950. Das Dach wurde im Dezember 1950 mit Deutschen Hohlziegeln gedeckt, das Dach des Chores im März 1951 gerichtet. Die Steinmetzarbeiten an den Tür- und Fensterlaibungen wurden im November beendet und ab Ende November die Verglasung eingesetzt. Die Kirchenbänke wurden im Januar 1952 bestellt. Das Rundfenster über der Empore wurde von der Kirchengemeinde in Buhlen gestiftet und im Februar 1952 eingebaut. Der Bogen, der Apsis und Kirchenraum trennt, wurde Anfang Mai 1952 ausgemalt. Die Kirche wurde am 17. Mai 1952 von Bischof Adolf Wüstemann der evangelischen Landeskirche Kurhessen-Waldeck eingeweiht.

## Ausstattung
- Die Altarplatte wurde von der Kirchengemeinde Giflitz geschenkt, die Errichtung des Altares bezahlte die Kirchengemeinde Mehlen.
- Der Altarflügel aus der Zeit um 1500 wird seit 1971 im Wolfgang-Bonhage-Museum in Korbach ausgestellt.
- Am 19. Oktober 1953 war mit dem Aufsetzen der Turmbekrönung, bestehend aus einer hohlen Messingkugel, die Dokumente beinhaltet, dem Kreuz und dem Hahn, der Wiederaufbau beendet.

## Orgel

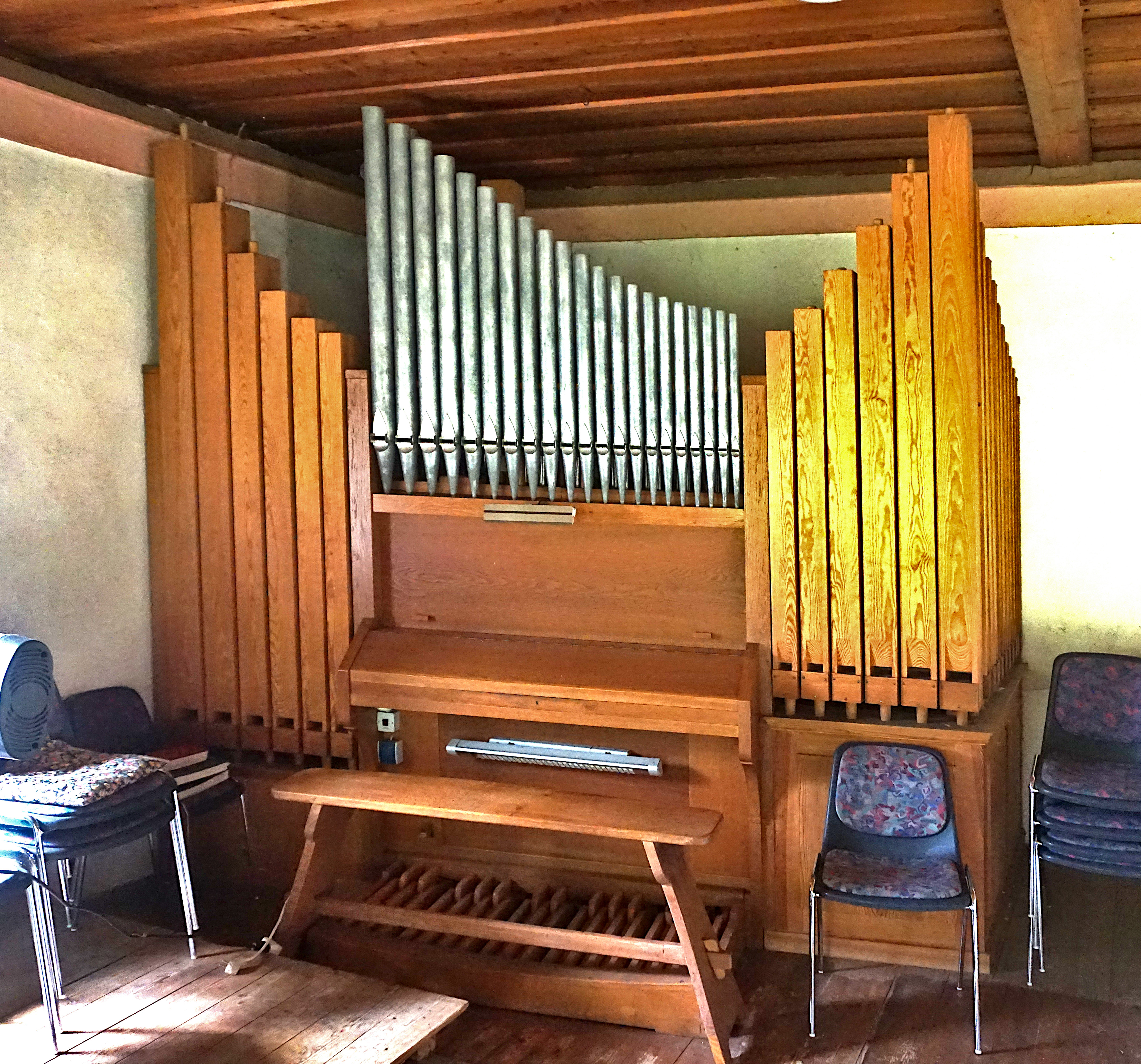
Orgel von Werner Bosch

Die Kirche beherbergte einst eine Orgel, die 1778 von Orgelbaumeister Bornemann gebaut und von 1913 bis 1914 von dem Orgelbauer Vogt aus Korbach mit einem neuen Werk versehen wurde. Nach ihrer vollständigen Zerstörung durch die Wasserkatastrophe 1943 schuf die Orgelbaufirma Werner Bosch in Sandershausen eine neue Orgel, die am 12. April 1953 in Dienst gestellt wurde. Das rein mechanische Instrument hat 6 Register auf einem Manual:
| Manual C–f3 |       |
| Gedackt     | 8′    |
| Prinzipal   | 4′    |
| Blockflöte  | 2′    |
| Mixtur      | 1 ⁄3' |

| Pedal C–f1 |     |
| Subbass    | 16′ |
| Choralbass | 4′  |

- Koppeln: Pedalkoppel